# Zero 5
Zero 5 is een computerspel dat werd ontwikkeld en uitgegeven door Caspian Software. Het spel kwam in 1994 uit voor de Atari ST. In 1997 volgde een release voor de Atari Jaguar. De speler speelt een piloot van een ruimtevaartuig in dit actiespel. Het doel is de aarde te verdedigen die wordt aangevallen door ruimtewezens.
Het spel kan in drie modi gespeeld worden:
- Hit-Pack Mode
- Bambam Mode
- Trench Mode

## Platforms
- Atari ST (1994)
- Jaguar (1997)